# Borís Lagutin
Borís Lagutin (en rus: Борис Лагутин) (Moscou, Unió Soviètica, 24 de juny de 1938) és un boxejador soviètic, ja retirat, guanyador de tres medalles olímpiques.
Va participar, als 22 anys, en els Jocs Olímpics d'Estiu de 1960 realitzats a Roma (Itàlia), on va aconseguir guanyar la medalla de bronze en la prova de pes superwèlter. En els Jocs Olímpics d'Estiu de 1964 realitzats a Tòquio (Japó) aconseguí guanyar la medalla d'or en aquesta categoria, un metall que revalidà en els Jocs Olímpics d'Estiu de 1968 celebrats a Ciutat de Mèxic (Mèxic).
Al llarg de la seva carrera ha guanyat dues medalles d'or en el Campionat d'Europa de boxa.